# Mönkhbatyn Urantsetseg
Mönkhbatyn Urantsetseg (em mongol:  Мөнхбатын Уранцэцэг; Bayan-Ovoo, 14 de maio de 1990) é uma judoca mongol, medalhista olímpica.

## Carreira
Urantsetseg esteve nos Jogos Olímpicos de Verão de 2020 em Tóquio, onde participou do confronto de peso ligeiro, conquistando a medalha de bronze após derrotar a portuguesa Catarina Costa.